# Łodzinka Dolna
Łodzinka Dolna Lengyelország délkeleti részén, a Kárpátaljai vajdaságban, a Przemyśl járásban, Gmina Bircza község területén található település, közel a lengyel–ukrán határhoz.A település a járás központjától, Przemyśltől 19 kilométernyire délnyugatra található és a vajdaság központjától, Rzeszówtól 57 kilométernyire található délkeleti irányban.

## Fordítás
Ez a szócikk részben vagy egészben  a(z)   Łodzinka Dolna című angol Wikipédia-szócikk ezen változatának fordításán alapul.  Az eredeti cikk szerkesztőit annak laptörténete sorolja fel. Ez a jelzés csupán a megfogalmazás eredetét és a szerzői jogokat jelzi, nem szolgál a cikkben szereplő információk forrásmegjelöléseként.